# ساحلی
ساحلی (عربی: ساحلي) یک شهرک در کشور تونس است.